# Nino Cesarini
Antonio Cesarini (Roma, 30 de setembro de 1889 – Idem, 24 de outubro de 1943), mais conhecido pelo nome diminuto de Nino, foi um modelo italiano que na juventude foi muso para vários artistas, como o fotógrafo Wilhelm von Plüschow, os pintores Paul Hoecker e Umberto Brunelleschi e o escultor Francesco Jerace.
Na idade adulta, ele modelou para Vincenzo Gemito, que o apresentou como um protótipo de beleza masculina homoerótica. Ele também era conhecido por seu relacionamento homossexual com o barão Jacques d'Adelswärd-Fersen. Sua vida foi novelizada pelo escritor francês Roger Peyrefitte em sua obra L'exilé de Capri (O Exílio de Capri) em 1959.

## Galeria

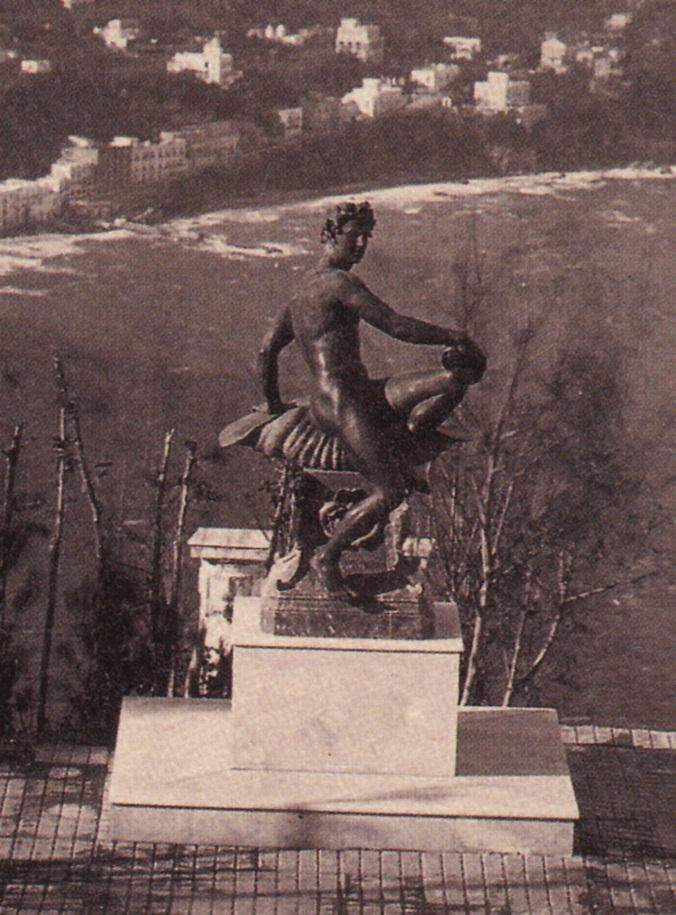
Estátua de Nino Cesarini feita por Francesco Jarace para o jardim da Villa Lysis, encomendada pelo barão Jacques d'Adelswärd-Fersen; a fotografia foi tirada por Wilhelm von Plüschow.
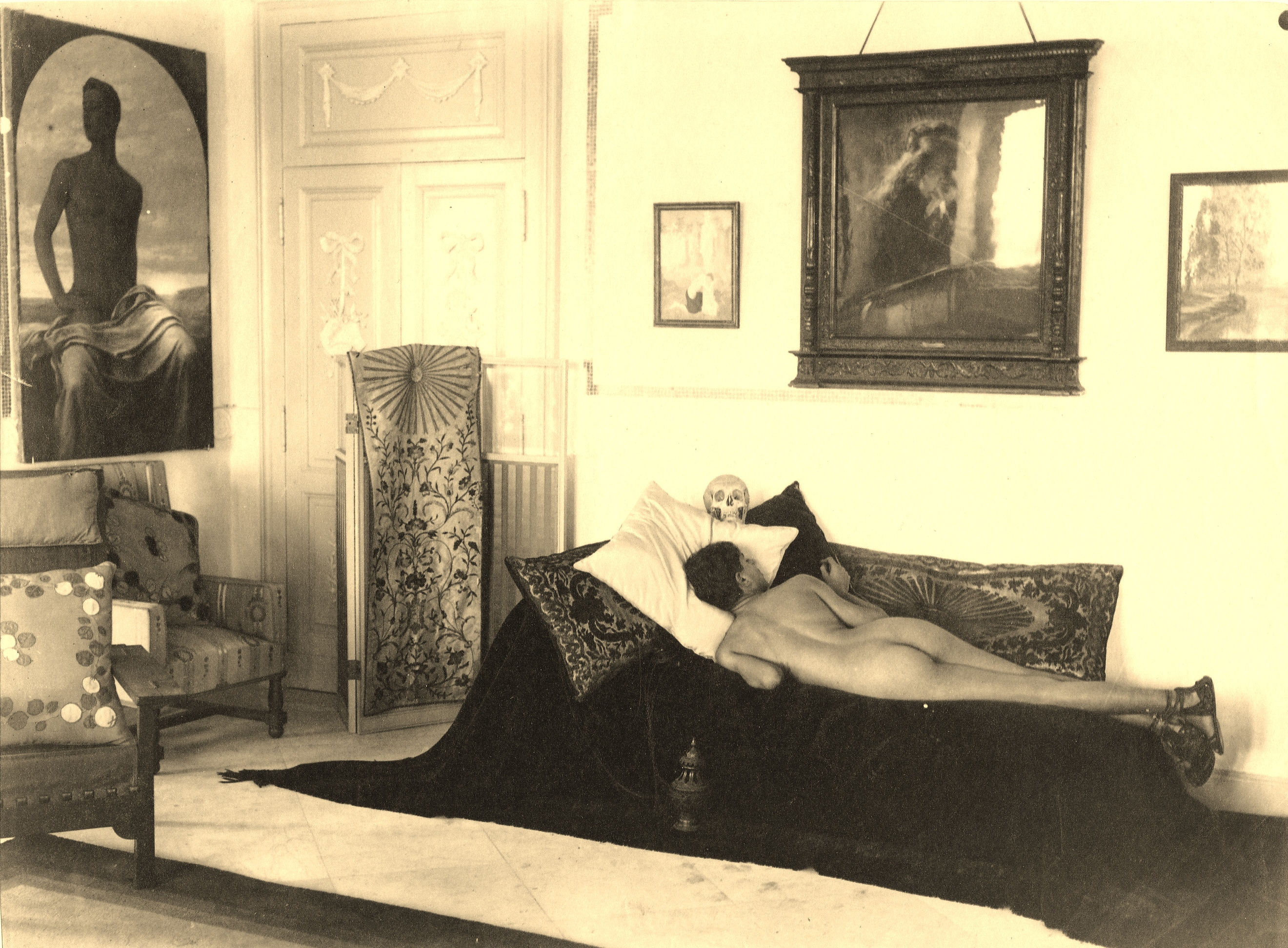
Nino Cesarini posa nu na Villa Lysis, em Capri; a fotografia foi tirada por Wilhelm von Plüschow e mostra o retrato de Nino pintado por Paul Höcker em 1908.